# 新城镇 (井冈山市)
新城镇，是中华人民共和国江西省吉安市井冈山市下辖的一个乡镇级行政单位。

## 行政区划
新城镇下辖以下地区：
新城镇社区、排头村、曲石村、新城村、黄厦村、金源村、桥上村和枫梓村。